# Schloss Möhler

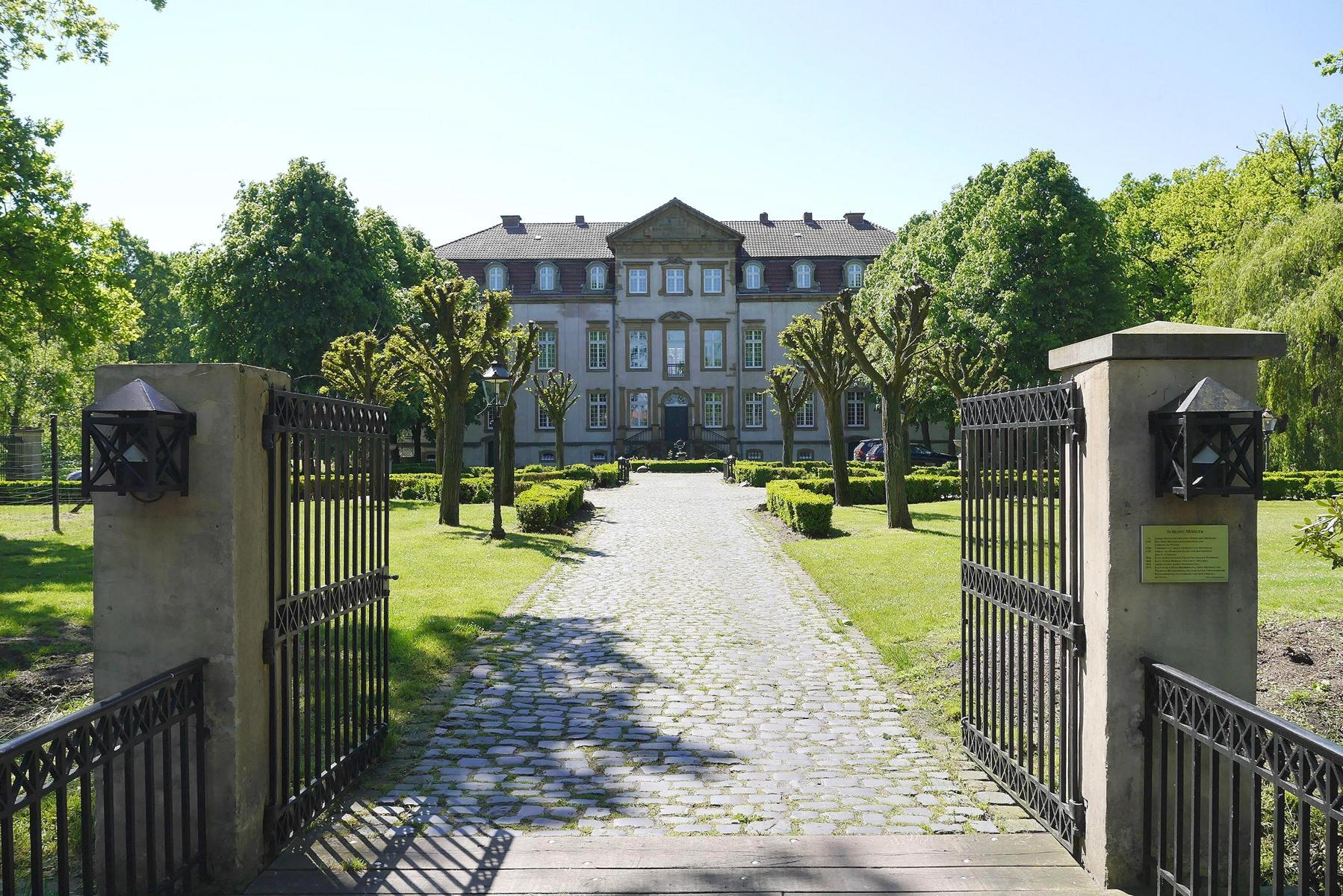
Hauptflügel des Herrenhauses von Schloss Möhler

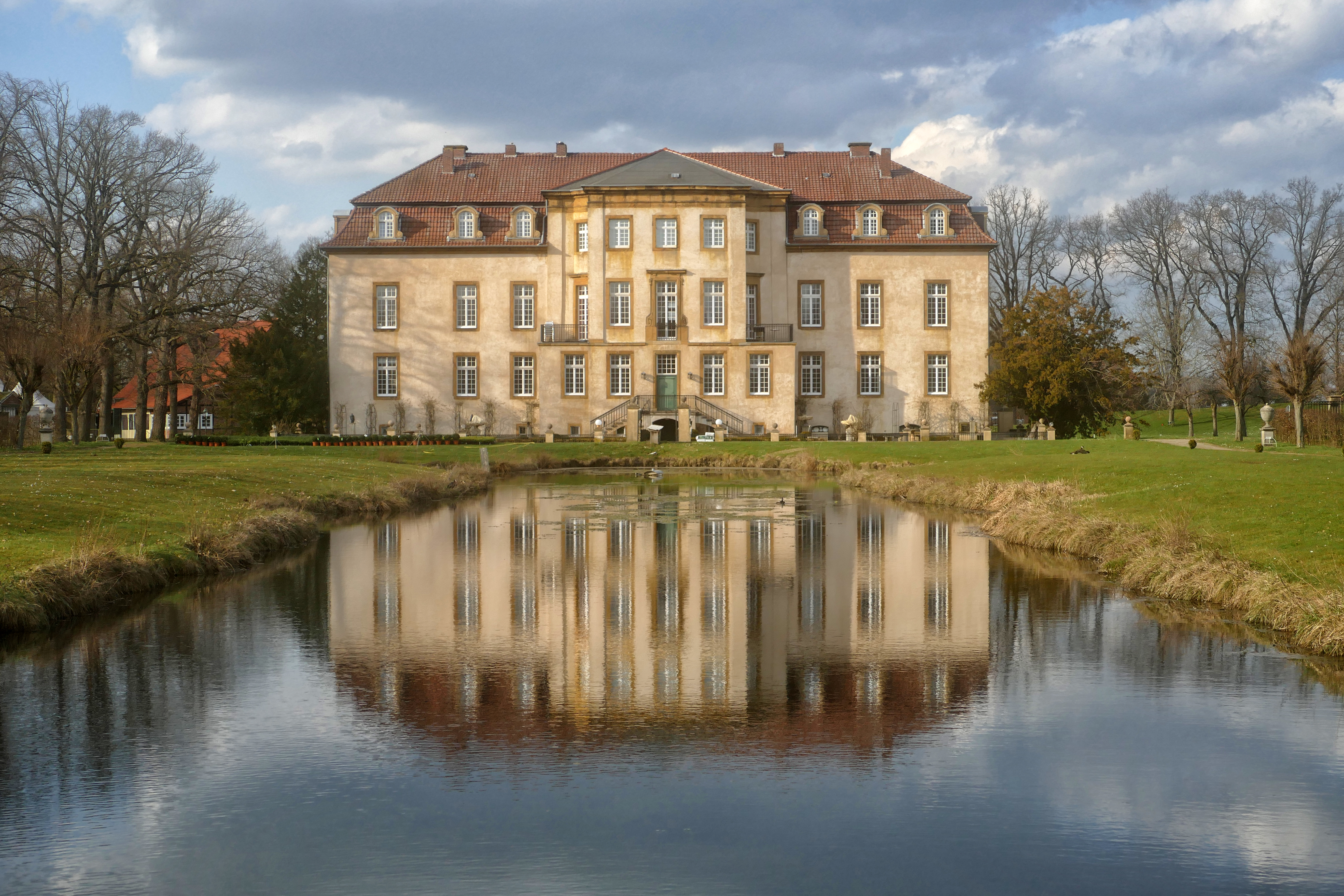
Schloss Möhler Ansicht von Süden

Schloss Möhler ist ein barockes Wasserschloss in Möhler, einem Ortsteil von Herzebrock-Clarholz im Kreis Gütersloh.

## Geschichte
Möhler wurde erstmals in einem Heberegister des Klosters Freckenhorst im 11. Jahrhundert als Rittergut „Mudelare“ erwähnt. Aus dem 13. Jahrhundert ist bekannt, dass ein Meinhard de Mudelare mit dem Kloster Marienfeld Ländereien tauschte. In einem Dokument aus der Zeit zwischen 1237 und 1240 nennt Graf Konrad von Rietberg den Ritter Albert de Mudelere seinen „ministerialis noster“, das heißt seinen Dienstmann. Mutmaßlich entstand zu dieser Zeit an der Stelle des heutigen Schlosses eine burgähnliche Anlage.
Im „Verzeichnis der wuesten Erben und Guether“ des Hochstifts Münster aus der ersten Hälfte des 16. Jahrhunderts heißt es: „Ampt Stromberg, Kerspell Olde - Moeler, Wendt zustendig“. Es verweist auf die Herren „de Wendt“, die hier Ländereien verpachtet hatten. Lubbert de Wendt errichtete in Möhler zwischen 1549 und 1564 ein Haus. Der Renaissancebau war aber schon gegen Ende des 17. Jahrhunderts baufällig.
Durch das Testament des Franz Egon von Wendt aus dem Jahr 1709 gelangten das verfallene Haus und die dazugehörigen Güter in den Besitz des baltischen Zweigs der Freiherren von Kettler.
Der preußische Kammerherr Karl Aemilius Freiherr von Kettler ließ an der Stelle des alten Hauses das Schloss Möhler errichten. Der zweiflügelige Adelssitz zeigte eine auffällige Verwandtschaft mit Barockschlössern der Mark Brandenburg; der Architekt ist allerdings bis heute unbekannt. Der Innenausbau der von Kettler'schen Sommerresidenz wurde wohl nie vollständig abgeschlossen und das Barockgebäude auch nur wenige Jahrzehnte von dem Adelsgeschlecht bewohnt. Heute ist nur noch der Hauptflügel des Schlosses erhalten. Die beiden Seitenflügel existieren nicht mehr.
Mit dem Bau des Schlosses zwischen 1710 und 1715 siedelten sich neben den Bauern auch Handwerker an, so dass sich aus dem einstigen Rittergut ein Dorf entwickelte.
Das Schloss Möhler, zu dessen Besitz 896 Morgen im Kirchspiel Oelde und 102 Morgen in der Bauerschaft Herzebrock gehörten, wechselte noch einige Male den Besitzer. Von 1830 an war es im Besitz der Dülmener Herzöge von Croy. Seit dem Ende des 19. Jahrhunderts wurde die Anlage stark vernachlässigt.
Mitte des 19. Jahrhunderts wurden die beiden Seitenflügel abgerissen. Unter anderem aus dem Material der abgerissenen Seitenflügel des Schlosses wurde 1853 die Ludgerus-Kapelle am Dorfrand erbaut. Der Baugrund und das Inventar der Kapelle wurden vom Herzog von Croy zur Verfügung gestellt.
In den 1980er Jahren wurde das Schloss von Investoren erworben. Die neuen Besitzer ließen es Anfang der 1990er Jahre aufwändig restaurieren, zudem wurde ein Teil des ehemaligen Barockgartens mit in strenger Symmetrie angelegten Buchsbaumbeeten und Skulpturen nach Originalplänen wiederhergestellt.
Das Schloss ist heute nicht frei zugänglich. Die Innenräume werden gewerblich genutzt, dort sind mehrere Unternehmen und Gewerbetreibende angesiedelt, darunter ein Gastronomiebetrieb, ein Architekten- und ein Ingenieurbüro sowie Fotografen und Designer. Insgesamt bietet das Schloss Raum für 40 Arbeitsplätze.